# 유진혁 (1882년)
유진혁(柳鎭爀, 1882년 4월 8일 ~ ?)은 일제강점기의 관료이다.

## 생애
1892년에 한성부에 설치되어 있던 일본인 학교인 공립심상고등소학교 일어과에 입학하여 일찍 신학문을 배웠다. 1895년에 일어과 과정을 마친 뒤 1891년에는 같은 학교 심상과를 졸업했다.
1898년에 같은 학교 고등과를 졸업하고 흥화학교 영어야학과에 입학했다. 이듬해 흥화학교를 중퇴하고 일본으로 건너가, 오사카시에 있는 오사카 고등부기학교에서 상업 과목을 공부했다.
귀국하여 대한제국 말기에 촉탁으로 통역 일을 맡았다. 부동산법조사회의 통역으로 위촉되고, 법전조사국 조사과에서 통역으로 근무하던 중 1910년에 한일 병합 조약이 체결되었다. 유진혁은 조선총독부 소속의 관리로 채용되어 평안남도 진남포부에서 부서기로 근무했다.
평안남도 도서기와 평남 지방토지조사위원회 통역생, 평양부 부서기 등을 거쳐 1917년에는 평남 강동군 군수로 승진하였다. 이후 맹산군과 녕원군, 전라북도 고창군, 무주군에서 군수로 재직했다. 무주군수이던 1929년을 기준으로 종6위에 서위되어 있었다.
2008년 민족문제연구소가 발표한 친일인명사전 수록예정자 명단 중 관료 부문에 포함되었다.

## 참고자료
- 유진혁(柳鎭爀) - 국사편찬위원회